# زياد خليل
زياد خليل، المعروف أيضًا باسم، زياد صدقة، وزياد عبد الرحمن، كان عضوًا أمريكيًا في تنظيم القاعدة، ومقره في الولايات المتحدة، وبشكل أساسي في كولورادو وفلوريدا وميشيغان وميسوري. تم التعرف عليه باعتباره "وكيل مشتريات" لأسامة بن لادن، حيث قام بترتيب شراء وتسليم "أجهزة كمبيوتر وهواتف تعمل عبر الأقمار الصناعية ومعدات مراقبة سرية" لقيادة القاعدة، بالإضافة إلى إدارة عدد من المواقع الإسلامية المتطرفة بصفته مشرفًا على المواقع، بما في ذلك موقع جماعة حماس. من بين المدن التي أقام فيها في أوقات مختلفة دنفر، وديترويت، وكولومبيا، وأورلاندو.
في عام 1991، أثناء إقامته في دنفر، كان نائب رئيس الجمعية الإسلامية في دنفر. بحلول عام 1994 كان يقيم في ديترويت، وكان اسمه وعنوانه موجودين في السجلات المأخوذة من مركز الكفاح للاجئين، وهو الذراع المالي والاستراتيجي لتنظيم القاعدة.
بعد انتقاله إلى كولومبيا بولاية ميسوري، أصبح يُعرف باسم زياد خليل، لكنه بدأ في استخدام لقب صدقة في وقت مبكر من عام 1996، وفي ذلك العام كان جامع تبرعات وأحد المديرين الإقليميين الثمانية لوكالة الإغاثة الإسلامية الأفريقية، والتي قررت الحكومة فيما بعد أنها كانت واجهة لتنظيم القاعدة وحماس.
في أواخر عام 1996 اشترى هاتفًا فضائيًا بقيمة 7500 دولار أمريكي بناءً على تعليمات أحد كبار مساعدي تنظيم القاعدة خالد الفواز. قام بتسليم الهاتف الفضائي وحزمة البطاريات إلى بن لادن في أفغانستان في مايو 1998. استخدم بن لادن الهاتف لإجراء مكالمات هاتفية حول العالم، وتوجيه عمليات القاعدة وتدبير تفجيرات السفارتين الأميركيتين في كينيا وتنزانيا عام 1998.
في عامي 1998 و1999، عاش خليل في شقة في الجزء الشرقي من مقاطعة أورانج بولاية فلوريدا، بالقرب من أورلاندو.
في 29 ديسمبر 1999، وعند وصوله إلى العاصمة الأردنية عمان، ألقت السلطات المحلية القبض عليه بتهمة العمل كعميل مشتريات لصالح بن لادن، ولكن تم الإفراج عنه فيما بعد. في عام 2000 عاش خليل في مانشستر بولاية ميسوري، ودرس في كلية كولومبيا في سانت لويس.